# Beyond Re-Animator
Beyond Re-Animator és una pel·lícula hispanoamericana del 2003 dirigida per Brian Yuzna, produïda per Fantastic Factory i protagonitzada per Jeffrey Combs, Jason Barry, Simón Andreu, Elsa Pataky i Santiago Segura. És la tercera i última película de la franquícia Re-Animator. S'ha doblat al català per als cinemes l'any 2003.
Encara que la pel·lícula va ser produïda independentment, va ser estrenada al canal Syfy, el qual va comprar els drets per a presentar-la al seu públic i la seva classificació es va reduir a TV-PG. Posteriorment va sortir un DVD i va ser presentada al públic també al cinema als Estats Units.

## Argument
Durant els últims 13 anys, el Dr. Herbert West (Jeffrey Combs) ha estat a la presó custodiat per un dels seus zombis. Utilitzant els pocs subministraments mèdics que queden a la presó, el Dr. West ha estat fent experiments amb les rates que troba en el lloc trobant així un element clau en el procés de reanimació.
Després d'això, el Dr. Howard Phillips (Jason Barry); germà de la noia que van assassinar, arriba a treballar a la presó juntament amb West amb la finalitat d'ajudar-lo a seguir amb els seus experiments. Mentre això ocorre Phillips s'aconsegueix una xicota periodista anomenada Laura Olney.
Durant els experiments, el Dr. West ha descobert la NPE (Nano –Plasmic Energy, o energia nanoplásmica), que pot ser extreta del cervell d'un ésser viu mitjançant un procés d'electrificació que permet condensar-la en una càpsula de la grandària d'una bombeta. Per a la seva utilització la càpsula ha de ser connectada en ser mort qui en tenir connexió amb l'energia reviu recuperant la seva memòria, habilitats i funcions motores. Un dels guàrdies que custodien la presó s'adona dels experiments i és assassinat i re-animat. El Dr. Howard decideix intentar amb cervell de rata i en utilitzar-lo en l'alcalde de la presó causa efectes secundaris. Durant el motí presentat pel caos en el que s'ha convertit la presó, la periodista Laura, xicota del Dr. Phillips mor i el Dr. West s'escapa de la presó i decideix continuar amb el seu experiment.

## Repartiment
| Paper                           | Interprèt                                                     | Veu catalana                                                      |
| ------------------------------- | ------------------------------------------------------------- | ----------------------------------------------------------------- |
| Dr. Herbert West                | Jeffrey Combs                                                 | Jaume Comas                                                       |
| Dr. Howard Phillips             | Jason Barry                                                   | Albert Mieza                                                      |
| Dr. Howard Phillips             | Tommy Dean Musset                                             | Masumi Mutsuda (nen)                                              |
| Laura Olney                     | Elsa Pataky                                                   | Marta Barbarà                                                     |
| Brando, le director de la presó | Simón Andreu                                                  | Simón Andreu                                                      |
| Speedball                       | Santiago Segura                                               | Domènec Farell                                                    |
| Sergent Moncho                  | Lolo Herrero                                                  | Alfonso Vallés                                                    |
| Cabrera                         | Enrique Arce                                                  | Jaume Villanueva                                                  |
| Moisès                          | Nico Baixas                                                   | –                                                                 |
| Infermera Vanessa               | Raquel Gribler                                                | Teresa Manresa                                                    |
| Emily Phillips                  | Bárbara Elorrieta                                             | Elisa Beuter                                                      |
| S.W.A.T. Oficials               | Ignasi Vidal, Miquel Àngel Ripeu, Adán Rodríguez i Alex Revan | Antoni Forteza, Norbert Íbero, Amadeu Aguado i Francesc Figuerola |

## Producció
Brian Yuzna, després de l'estrena de Bride of Re-Animator, havia volgut continuar amb la franquícia i després de ser abordat 10 anys després per la companyia espanyola Filmax per muntar el seu grup de producció de pel·lícules de terror Fantastic Factory, es va presentar l'oportunitat d'un tercer Re-Animator a produir. Com que Yuzna havia esgotat el material original del conte original de H. P. Lovecraft "Herbert West–Reanimator", es va acostar a l'escriptor John Penney, amb qui havia col·laborat a "El retorn dels morts vivents 3", per a possibles idees per continuar. Tot i que finalment no es va utilitzar el tractament de Penney, el concepte d'Herbert West ara complint una pena de presó es va convertir en la base del que es convertiria en Beyond Re-Animator. L'esborrany inicial de la pel·lícula hauria tornat a Dan Cain de Bruce Abbott, que va convertir l'evidència de l'estat contra West i ara és un cirurgià de trasplantament reeixit, tot i que vici, que utilitza el que queda del sèrum de reanimació de West en els seus procediments quirúrgics i està obligat per un fiscal de districte políticament ambiciós a utilitzar el sèrum de reanimació a la víctima recentment morta d'un assassí en sèrie per atrapar-los. A causa de la quantitat de temps que havia passat entre les pel·lícules i de la impossibilitat que Espanya es doblissin de manera convincent per als Estats Units, Yuzna va decidir reduir la pel·lícula per ser més una pel·lícula de presó confinada i amb l'excepció de Jeffrey Combs com Herbert West. va portar a Jason Barry per jugar un floret més juvenil per a West.

## Recepció
Rotten Tomatoes li va fer a la pel·lícula un ràting de 5.2 sobre 10. Allmovie es va referir a la pel·lícula com “un re-make de l'original”. Jonathan Holland, de Variety, escriu que la pel·lícula és "A vegades xoca però no fa por" i "calculada per atreure només als fanàtics hardcore del gore". En una ressenya mixta, Patrick Naugle de DVD Verdict ho va qualificar de "Una cosa decebedora", però "val la pena almenys una visualització". Escrivint per a Bloody Disgusting, Brad Miska puntua la pel·lícula amb 2,5/5 estrelles i l'anomena "Una pel·lícula divertida però gens especial".
Al llibre "Lurker in the Lobby: A Guide to the Cinema of H. P. Lovecraft", Andrew Migliore i John Strysik van escriure: "Si la vostra idea de la diversió de Lovecraftian és una línia àcida de Combs i els efectes gore millorats digitalment que no eren disponible per a les altres dues pel·lícules, doncs, per descomptat, fes una ullada. Però si estàs comparant aquesta pel·lícula amb el encara clàssic Re-Animator, bé... Aquest tercer intent és només un ombra de l'enginy gonzo de l'original i no tan entretingut".

## Sortides en DVD
Beyond Re-Animator va rebre un llançament directe a vídeo el 23 de desembre de 2003.
En el 2011 Arrow Vídeo va llançar un DVD amb l'edició especial amb les següents característiques:
- Comentaris del director Brian Yuzna
- Tràiler original
- Llibre amb les obres d'art originals fetes per Tom Hodge
- Pòster desplegable de doble cara amb algunes obres d'art.
- Fullet col·leccionable
- Entrevista amb Jeffrey Combs (autor i crític)
- Extracte d'HP La història original de Lovecraft.